# Thorwald Aswaldsson
Thorwald Aswaldsson (strnord. Þōrvaldr Āsvaldsson) – wiking należący do sławnej rodziny kolonializatorów i odkrywców.
Thorvald Asvaldsson urodził się prawdopodobnie około roku 920 w Norwegii. Jego ojcem był Aswald Ulfsson, syn Ulfa Oksen-Thorissona, wnuk Oksen-Thorira, który był bratem Naddoda, odkrywcy Islandii. Thorvald Asvaldsson był zaś ojcem kolonizatora Grenlandii, Eryka Rudego, i dziadkiem Leifa Erikssona, który bywał w Ameryce kilkaset lat przed Kolumbem. 
Około roku 960 został wygnany z kraju przez króla Haralda Pięknowłosego za dokonanie zabójstwa. Udał się (wraz ze swym synem Erykiem) na Islandię, gdzie zmarł przed rokiem 980.